# Braunes Langohr
Das Braune Langohr (Plecotus auritus) ist eine Fledermausart aus der Gattung der Langohren (Plecotus), die zur Familie der Glattnasen (Vespertilionidae) gezählt werden. Es ist auch in Europa verbreitet, wo es zu den mittelgroßen heimischen Arten zählt.

## Beschreibung
Das Fell des braunen Langohrs ist lang und locker und hat eine graubraune Farbe, die Unterseite und der Hals sind deutlich heller grau und tragen einen gelblichen Fleck. Das auffälligste Merkmal sind die Ohren, die mit etwa 4 Zentimeter Länge beinahe so lang sind wie der Körper. Der vordere Ohrrand ist stark bewimpert. Die Ohren werden zu Beginn des Fluges aufgerichtet und bleiben im Flug selbst aufgestellt. Während der Lethargie (Torpor) werden sie nach hinten unter die Flügel eingeklappt. In Ruhe können sie auch widderartig eingerollt werden (siehe Infrarot-Foto). Besonders im Winter ist die Schnauze durch die Drüsen an der Nase deutlich vergrößert. Braune Langohren erreichen eine Körperlänge von rund 42 bis 53 Millimeter, eine Spannweite von 24 bis 29 Zentimetern und ein Gewicht von 5 bis 11 Gramm.

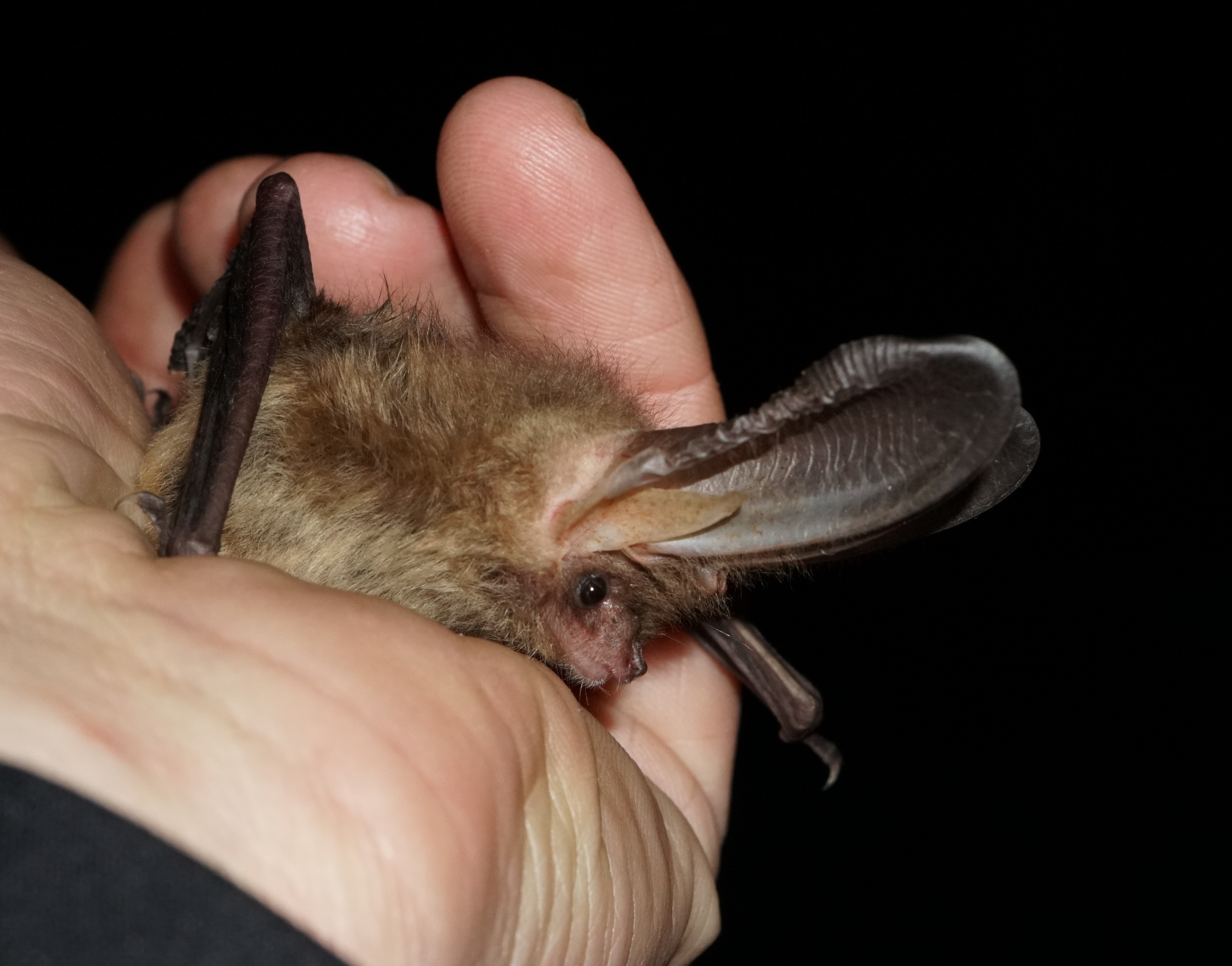
Das Braune Langohr streckt seine Ohren kurz vor dem Abflug aus

## Verbreitung
Braune Langohren sind in weiten Teilen Eurasiens beheimatet. In Europa sind sie beinahe auf dem ganzen Kontinent mit Ausnahme des äußersten Nordens und Südens heimisch, in Asien erstreckt sich ihr Verbreitungsgebiet bis zur Insel Sachalin, Japan und der Himalaya-Region.

## Lebensweise

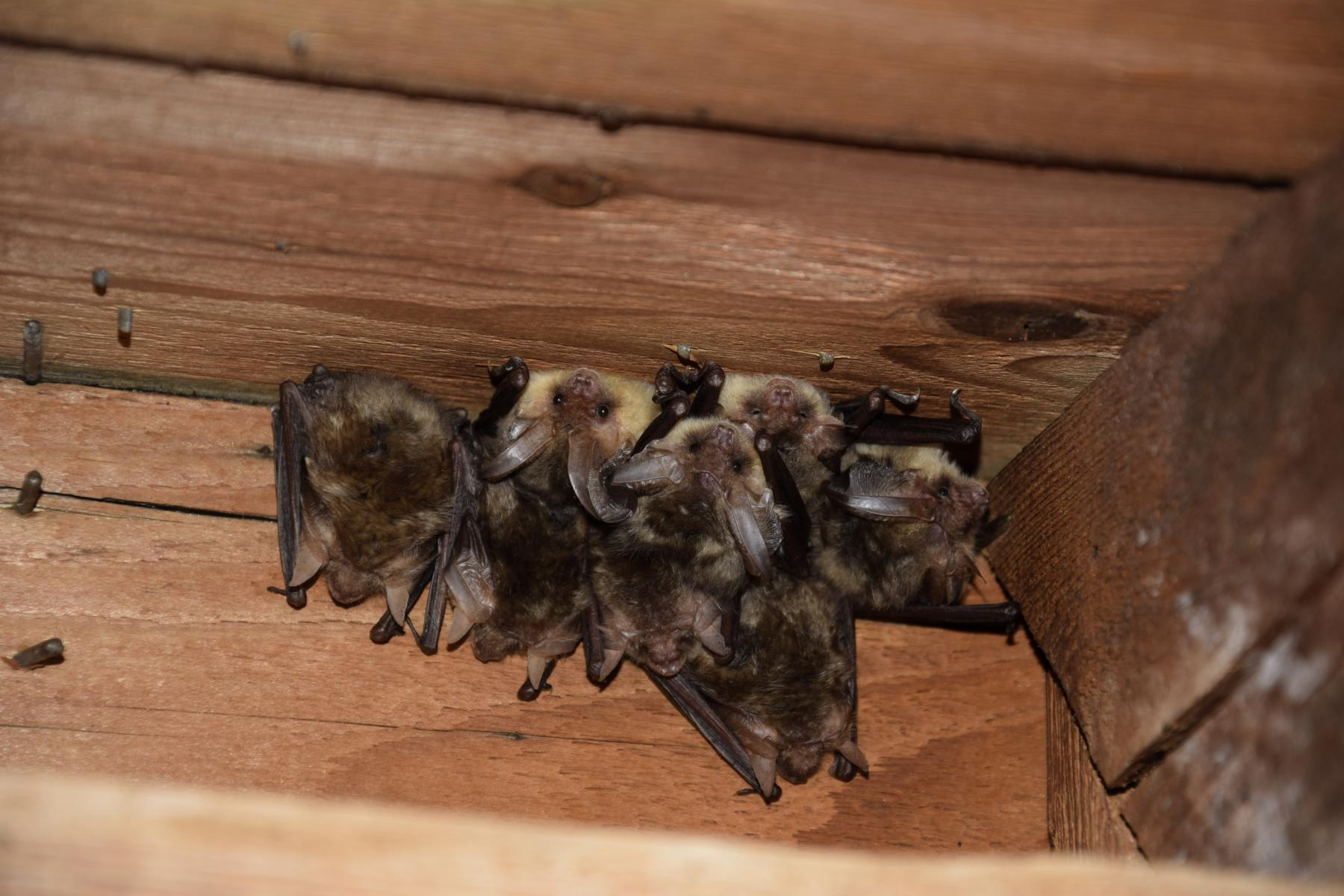
Wochenstube im Dachstuhl einer Kirche

Braune Langohren sind im stärkeren Ausmaß als andere Langohrarten Waldbewohner. Sie bevorzugen lockere Laub- und Nadelgehölze oder Parkanlagen, oft fliegen sie im dichten Unterbewuchs, wobei die breiten Flügel zur Manövrierfähigkeit beitragen. Sie sind auch zum Rüttelflug, bei dem die Position in Bezug auf einen erdfesten Punkt unverändert bleibt, fähig. Als Schlafplätze verwenden sie Bäume, manchmal auch Vogel- oder Fledermauskästen oder Gebäude. Als Winterquartiere während des Torpors dienen ihnen Höhlen oder Minen.

## Nahrung

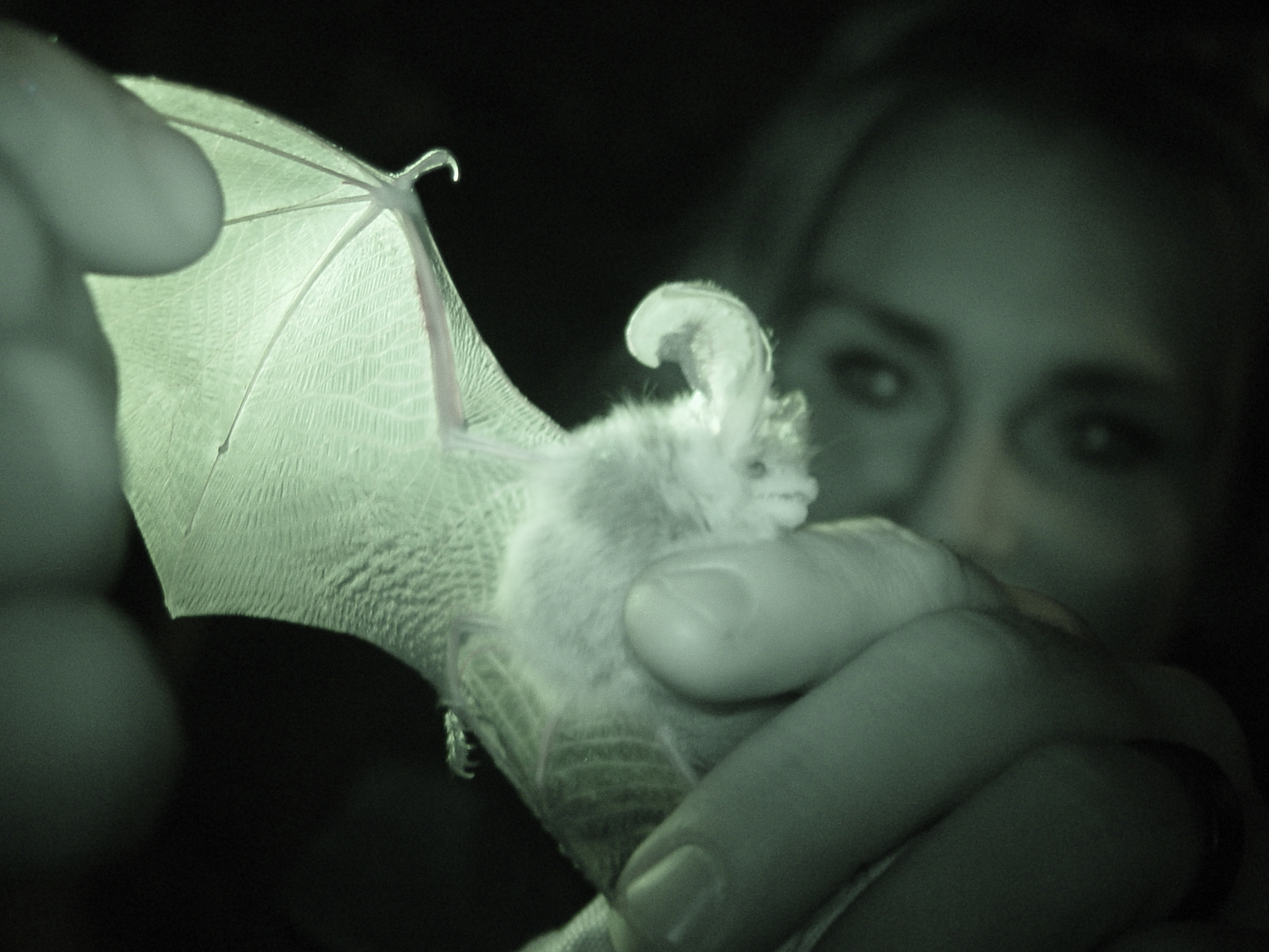
Nah-Infrarot Foto Plecotus auritus. Die Blutgefäße der Flügelhaut sind als Netz sichtbar.

Braune Langohren fressen Insekten, sie jagen vor allem mittelgroße Nachtfalter wie z. B. Eulenfalter, Zweiflügler und Käfer. Die Beute wird im Flug mit Hilfe der Schwanzflughaut oder der Flügel als Kescher gefangen. Es werden aber auch direkt von der Vegetation flugunfähige Gliedertiere wie Spinnen, Raupen, Ohrwürmer oder Weberknechte als Nahrung abgesammelt (foliage gleaning). Beim gleaning erfasst das Braune Langohr die Beute optisch oder anhand der Geräusche, es erfolgt keine Ortung mit Hilfe von Ultraschallauten. Braune Langohren können im Rüttelflug die Beute von der Vegetation absammeln. Größere Beutetiere werden meist zu einem Fraßplatz gebracht und dort verzehrt. Diese Fraßplätze sind oft an den am Boden liegenden Körperteilen von Schmetterlingen zu erkennen.

## Fortpflanzung
Wie bei vielen anderen europäischen Fledermausarten erfolgt die Paarung im Herbst. Der Samen wird jedoch im Fortpflanzungstrakt des Weibchens aufbewahrt, erst im Frühling kommt es zur Befruchtung. Im Juni kommt meist ein einzelnes Junges zur Welt, das nach einem Jahr geschlechtsreif wird. In Sibirien wurde ein Braunes Langohr entdeckt, das ein Alter von 38 Jahren erreicht hat.

## Systematik
Genetische Untersuchungen haben gezeigt, dass einige Fledermauspopulationen, die früher als Unterarten des Braunen Langohrs betrachtet wurden, eigene Arten darstellen. Dazu gehören das Sardische Langohr sowie Plecotus macrobullaris, unter welchem das Alpen- und das Kaukasische Langohr zusammengefasst werden.